# Vợ ba (phim)
Vợ ba hay Người vợ ba (tiếng Anh: The Third Wife) là một bộ phim cổ trang lịch sử tâm lý xã hội năm 2018 của đạo diễn Ash Mayfair (Nguyễn Phương Anh) và nhà sản xuất Nguyễn Thị Bích Ngọc. Bộ phim kể về hành trình của Mây – một cô gái 14 tuổi trở thành vợ ba của một gia đình địa chủ ở nông thôn miền Bắc vào khoảng thế kỉ 19.
Phim được công chiếu lần đầu tại liên hoan phim quốc tế Toronto vào ngày 7 tháng 9 năm 2018 và chính thức phát hành tại Việt Nam từ ngày 17 tháng 5 năm 2019. Trước khi được phát hành tại Việt Nam, phim đã bán được bản quyền công chiếu thương mại cho 28 quốc gia trên thế giới.
Đoàn làm phim được đề cử nhiều lần tại các giải thưởng và liên hoan phim lớn nhỏ trên toàn thế giới và giành chiến thắng hơn 20 giải. Giai đoạn 2015 đến 2017, khi công bố dự án, Vợ ba đã nhận được nhiều giải thưởng nhằm mục đích tài trợ kinh phí sản xuất tại Diễn đàn điện ảnh châu Á Hồng Kông và Gặp gỡ mùa thu. Từ năm 2018 đến nay, phim nhận được nhiều giải thưởng quốc tế, trong đó có các giải thưởng lớn như Liên hoan phim quốc tế Cairo (Best Artistic Contribution), Liên hoan phim quốc tế Kolkata (Best Film), Liên hoan phim quốc tế Toronto (NETPAC Prize), Liên hoan phim quốc tế Chicago (Gold Hugo for New Directors Competition), Liên hoan phim quốc tế San Sebastián (TVE-Another Look Award)... và được đề cử Giải Tinh thần độc lập ở các hạng mục Best Cinematography, Best Editing, Someone to Watch Award.
Vợ ba là tiếng nói mạnh mẽ cất lên từ phái nữ. Lấy cảm hứng từ lịch sử gia đình, Người vợ ba là tiếng nói ngột ngạt, tăm tối về tuổi trưởng thành, tình yêu và hành trình khám phá bản thân của những người phụ nữ trong thế kỷ XIX, khi tiếng nói của họ trong gia đình và xã hội đều bị tiếng nói gia trưởng của đàn ông bóp nghẹn. Bộ phim đã thể hiện đầy đủ và chân thật vòng đời một người phụ nữ, tựa như kén tằm, họ chỉ biết lấy chồng, sinh con và làm vợ, không có tiếng nói, chịu sự lệ thuộc của người đàn ông, dựa vào chồng, con để đánh giá nên thân phận, lặp đi lặp lại số phận "tam tòng, tứ đức" không hồi kết. Đặc biệt, tác phẩm cũng khắc họa sự phản kháng cho những uất ức nơi phái yếu, phản đối xã hội phong kiến đầy những bất công với người phụ nữ.

## Nội dung
Vợ ba lấy bối cảnh vùng thôn quê Việt Nam cuối thế kỷ 19. Một trong nhiều nét tiêu biểu của chế độ phong kiến tại Việt Nam chính là chế độ gia trưởng hà khắc. Theo đó, đàn ông có quyền “năm thê bảy thiếp”, nhưng phụ nữ trong gia đình lại luôn phải răm rắp tuân theo “tam tòng, tứ đức”. “Tam tòng” tức là tại gia tòng phụ, xuất giá tòng phu, phu tử tòng tử (ở nhà phải theo cha, lấy chồng phải theo chồng, chồng mất phải theo con trai); còn “tứ đức” là công, dung, ngôn, hạnh. Và chẳng nơi đâu mà cái lệ “năm thê bảy thiếp” của đàn ông, cái gánh nặng “tam tòng, tứ đức” của phụ nữ lại thể hiện rõ ràng như vùng quê Việt Nam, trong những gia đình phú ông giàu có như cụ Bá (Nguyễn Hồng Chương) và ông Hùng (Lê Vũ Long).
Dù đã có tới hai người vợ là bà Hà (Trần Nữ Yên Khê) và mợ Xuân (Mai Thu Hường), ông Hùng vẫn quyết định lấy thêm cô bé còn đang ở tuổi trăng rằm tên Mây (Nguyễn Phương Trà My) để thoả mãn khao khát có thêm một đứa con trai nữa. Tưởng như bắt đầu một cuộc sống sung túc, đầy đủ, cô gái trẻ không ngờ mình bị lôi vào một cuộc tranh đấu ngầm trong gia đình mới với vợ cả là Hà và vợ hai là Xuân để có được vị trí quan trọng ở nhà chồng. "Cuộc chiến ngầm" bắt đầu xảy ra trong một bầu không gian co hẹp đến nghẹt thở. Nội dung phim như được đẩy lên đến cao trào khi Mây nhanh chóng nhận ra rằng, trong cuộc hôn nhân ấy, hạnh phúc sẽ chẳng thể mỉm cười với cô nếu không sinh được con trai nối dõi tông đường. Cho nên, muốn có vị trí quan trọng trong căn nhà này, Mây buộc phải sinh con trai và điều này đã gây áp lực không nhỏ lên đôi vai cô gái trẻ.
Khi về làm vợ ba cho một gia đình giàu có, cô gái trẻ tên Mây bắt đầu thân thiết với vợ hai là Xuân. Mới về làm dâu, Mây khá lúng túng với cuộc sống nhà chồng và bắt đầu học hỏi cung cách ứng xử từ hai người vợ đầu của Hùng, thậm chí cả chuyện "phòng the". Khi xác định được tình cảm với mợ Xuân, thứ tình cảm bị coi là sai trái trong xã hội cũ, Mây đã có sự thay đổi lớn trong suy nghĩ. Mây lần đầu biết phản kháng, chặn lại bàn tay "đòi hỏi" của ông Hùng, thể hiện sự cự tuyệt, cứng rắn trong hành động, cảm xúc khi không để bản thân tiếp tục xuôi theo ý muốn của người chồng. Đột ngột phải bước vào đời với tâm hồn trinh nguyên như tờ giấy trắng, nhưng Mây chẳng mất nhiều thời gian để làm quen với dinh thự rộng lớn của người chồng mới cưới, cùng vô số người hầu, kẻ hạ như bà Lao (NSND Như Quỳnh). Bà Lao giải thích cho em hiểu thế nào là bà cả, tại sao người phụ nữ lại muốn có con trai.
Cuộc sống của Mây luôn rất êm đềm. Đó là bởi bà Hà và mợ Xuân chưa bao giờ đặt Mây vào phận vợ lẽ chiếu dưới. Đó cũng là bởi cô bé phải lớn vội ấy được hưởng sự yêu thương từ cả ba cô con gái của mợ Xuân là Liên (Lâm Thanh Mỹ), Nhàn (Mai Cát Vi), và Bồ Câu (Tăng Khánh An). Có lẽ chính bầu không gian êm đềm tràn đầy sự chăm sóc, ân cần, cộng thêm sức trẻ của một cô gái tuổi cập kê, đã giúp Mây nhanh chóng đạt được một nửa ý nguyện của ông Hùng khi lấy cô làm vợ ba. Đó là mang thai đứa con thứ năm cho vị phú ông giàu có.
Tuy nhiên, chính từ những lời căn dạy của bà Lao, Mây đã nảy sinh tâm niệm tranh giành. Cô bé đứng trước bàn thờ gia tiên, cầu mong chỉ cô sinh được con trai. Mây dần thể hiện sự ghen tị, ích kỉ khi mợ Hà cũng nhận được tình yêu thương của ông Hùng. Nhưng những ngày tháng mang nặng đẻ đau lại giúp Mây nhận ra rằng phía dưới lớp màn nhung đẹp đẽ, yên bình kia, nhà ông Hùng thực ra ẩn chứa rất nhiều bí mật, rất nhiều dối lừa, và rất nhiều khát vọng của những người đàn bà cả đời phải chịu cảnh đè nén bởi chế độ gia trưởng.
Nối tiếp mạch phim bên cạnh câu chuyện của Mây, khán giả thêm phần tiếc thương cho mối tình ngang trái giữa mợ Xuân và cậu cả Sơn (Nguyễn Thành Tâm). Bởi bất chấp những chuẩn mực mà đánh mất phẩm hạnh, xúc cảm nồng cháy trong họ phản ánh phần nào vẻ gai góc cùng bao vết cắt được gây ra từ sự an bài của số phận. Cuộc sống tưởng chừng như yên bình cho đến một ngày biến cố ập đến, Mây vô tình phát hiện một mối quan hệ vụng trộm ấy, nhiều điều không hay cho gia đình bắt đầu xảy ra từ đó.
Sau đó, gia đình bắt đầu lo chuyện cưới xin cho Sơn. Tưởng rằng sẽ có cuộc sống an phận, chỉ cần thực hiện nghĩa vụ của một người con gái khi về nhà chồng, nhưng Tuyết (Phạm Thị Kim Ngân) phải chịu đựng sự hắt hủi từ chính người chồng. Không hoàn thành được "nghĩa vụ" vì sự cự tuyệt của chồng, bố và ông nội của Sơn đã đưa Tuyết về lại nhà mẹ đẻ. Ông Văn (NSND Trung Anh) - bố Tuyết - không nhận lại con, cho rằng cô bé là nỗi xấu hổ của gia đình. Tuyết chỉ có thể khóc, bấu chặt tay trong sự đau đớn, tủi hổ mà không thể bày tỏ cùng ai. Cô bé quyết định tìm tới sự giải thoát bằng cái chết. Mây chính là nhân chứng sống, là người kinh qua hết những cay đắng ngọt bùi mà một người phụ nữ phải gánh chịu. Song cuối cùng, cô chỉ tìm thấy con đường giải thoát duy nhất ở cuối phim lúc cô đến thăm quan tài của mợ Tuyết. Đối với cô, mợ Tuyết chết đi là lựa chọn của sự giải thoát chứ không phải là một con đường "cụt" khép lại những quãng ngày trên thế gian này. Bởi vì, dù có sống thì phụ nữ cũng chỉ như một con tằm nương thân vào những lá dâu, không có ngày mai.
Ở cuối phim, hình ảnh Mây ôm con ngồi chơi vơi ở núi rừng khiến người ta có cảm giác sao thênh thang cảm xúc và quá đỗi cô đơn. Mây ngồi đó, ngước nhìn từng nhành lá ngón đung đưa, thứ lá mà trước đây cô được con của mợ Xuân nói đó là thứ lá độc, giết người. Cô băn khoăn liệu có nên lựa chọn giải thoát, cho mình và cho cả con mình. Bởi vì cô biết rằng sau tất cả, phụ nữ cũng chỉ như con tằm kia, trải qua một cuộc đời lặp đi lặp lại những đau khổ và hà khắc. Thế rồi cô quyết định đưa tay bẻ ngay nhành lá ấy. Không ai biết cô có đưa cho con gái mình hay không nhưng ai ai cũng biết, cô đã rất lo sợ và biết chắc rằng đời người con gái khó tìm được hạnh phúc trong xã hội lúc bấy giờ. Chứng kiến cuộc đời của chính mẹ mình, Nhàn dần hiểu ra nỗi khổ của người phụ nữ thời ấy và vô tư bày tỏ suy nghĩ với chị gái: "Về sau, em muốn trở thành đàn ông, để có thể lấy thật nhiều vợ!". Gắn với câu nói đó, trong cảnh cuối Vợ ba, người ta thấy một cô bé cầm kéo cắt phăng mái tóc đen dài, như tự mình cắt đi sự áp đặt, những trói buộc trên người con gái trong xã hội cũ.

## Diễn viên
- Nguyễn Hồng Chương vai cụ Bá
- Lê Vũ Long vai Hùng
- Trần Nữ Yên Khê vai Hà
- Mai Thu Hường (Maya) vai Xuân
- Nguyễn Phương Trà My vai Mây
- Nguyễn Thành Tâm vai Sơn
- Lâm Thanh Mỹ vai Liên
- Mai Cát Vi vai Nhàn
- Tăng Khánh An vai Bồ Câu
- NSND Nguyễn Như Quỳnh vai bà Lao
- Phạm Thị Thanh Ngân vai Tuyết
- NSND Trung Anh vai ông Văn

## Bối cảnh và chủ đề

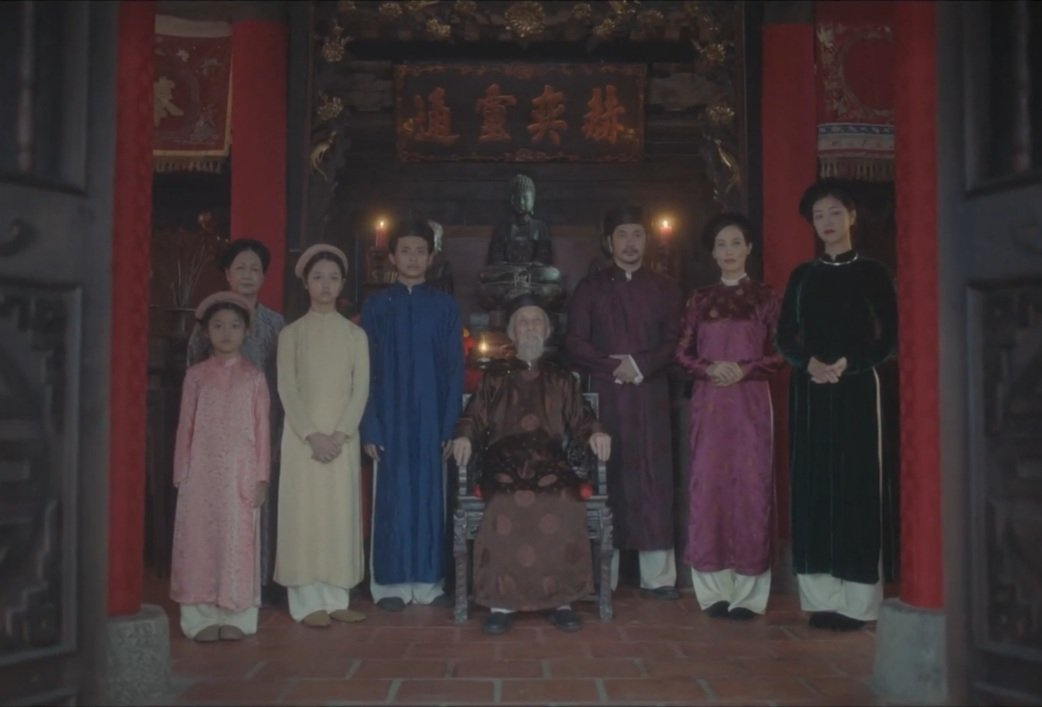
Gia đình nhà cụ Bá trước khi Mây được gả đến, thể hiện rõ lối hôn nhân đa thê, tiêu biểu trong xã hội phong kiến xưa. Mỗi người phụ nữ lại mang một đặc trưng riêng, tượng trưng cho cả vòng đời của người phụ nữ đương thời.

Lấy cảm hứng từ những câu chuyện, nhân vật có thật ở đời thực, Vợ ba được đạo diễn Ash Mayfair đưa lên màn ảnh với lối kể đậm đặc sự nữ tính và nhân văn. Nhân vật chính trong phim là người vợ ba tên Mây nhưng thông điệp về đời sống phụ nữ ở nông thôn Việt Nam vào những thế kỷ trước được dàn đều cho các diễn viên, đặc biệt là hai bà vợ lớn. Ba người phụ nữ trong gia đình của ông chồng trung niên khá giả đại diện cho các thế hệ nối tiếp nhau phải chịu đựng những bất cập của xã hội cũ, phải gò ép bản thân sống trong sự kìm kẹp của các hủ tục, lễ giáo, không được nói lên và đáp ứng mong muốn cá nhân. Họ có nhiều điểm chung: về nhà chồng từ lúc còn ở tuổi niên thiếu, bị ép buộc phải trưởng thành trước tuổi, phải gạt bỏ những ham muốn cá nhân để trở thành người của gia đình, sống vì gia đình. Những phụ nữ sống trong cùng một ngôi nhà ấy có những cách phản ứng, kháng cự khác nhau trước thực tại. Nhưng cuối cùng, họ gần như đều chạm vào vạch đích giống nhau.
Vợ ba là một câu chuyện nhiều tăm tối và ẩn ức của tuổi trưởng thành, về tình yêu và hành trình tự khám phá bản thân trong xã hội phong kiến Việt Nam, thời điểm tiếng nói của phụ nữ trong xã hội và gia đình rất bị hạn chế. Phim mở màn với cảnh Mây, cô dâu bất đắc dĩ khi còn là trẻ con được đưa đến nhà ông chủ đồn điền làm vợ lẽ. Tuy nhiên cuộc sống làm dâu trong một gia đình phong kiến giàu có tưởng êm ả hóa ra chứa đựng nhiều biến cố khiến Mây sốc. Bộ phim đã khắc họa cực kỳ rõ nét xã hội phong kiến Việt Nam gần 2 thế kỷ trước thông qua một gia đình với đầy đủ hỷ nộ ái ố, nỗi đau đớn, thất vọng lẫn sự mất mát, tủi nhục. Phim đặc biệt làm bật nên thân phận của người phụ nữ trong xã hội còn duy trì chế độ đa thê, trọng nam khinh nữ.
Xuyên suốt phim, hình ảnh con tằm được để xen kẽ. Nếu trong nhiều bộ phim khác, thời gian được thể hiện bằng ngày tháng năm, hay bằng thoại, thì với Vợ ba, vòng đời của tằm là một cuốn lịch sống. Đan xen hình ảnh này, phim vừa gợi được dòng chảy thời gian từ khi Mây về làm vợ ba đến khi cô mang thai, làm mẹ. Con tằm còn là hình ảnh ẩn dụ tinh tế cho hình ảnh người phụ nữ trong xã hội xưa. Cả vòng đời của mình, tằm chỉ biết ăn lá, nhả tơ tạo kén, rồi sau đó bị thẳng tay cho vào nồi để nấu, tạo thành sợi tơ tằm, kết thúc một vòng đời không lối thoát. Cũng như phụ nữ ngày xưa chỉ biết lấy chồng, sinh con và làm vợ, không tiếng nói, an phận, chịu sự lệ thuộc của người đàn ông. Tuy nhiên trong phim, có một con tằm may mắn đã thoát xác thành ngài. Khi Mây tiến đến bên quan tài của cô dâu xấu số đã treo cổ tự vẫn sau khi bị gia đình chối từ, một con ngài đã bay ra từ đó. Theo quan niệm tâm linh của người Việt, ngài và bươm bướm luôn được ví von là hiện thân của người đã khuất. Trong phim, việc một con ngài xuất hiện trong quan tài một cô gái, giữa muôn vàn kén tằm đã bị luộc làm sợi tơ, là ẩn dụ của sự giải thoát. Cô gái chọn cái chết đó đã tự giải thoát cho mình khỏi vòng lặp của xã hội lúc bấy giờ. Mây cũng nhìn thấy chính con ngài này hai lần trước đó, nhưng khán giả của chúng ta chỉ có thể cảm nhận qua một cái bóng bay lướt qua, hay một tiếng đập cánh bí ẩn.
Bộ phim đã thể hiện đầy đủ và chân thật vòng đời một người phụ nữ. Hành trình của Mây trong Người vợ ba bắt đầu từ chuyến thuyền đưa cô rời xa vòng tay gia đình để đến một chân trời lạ lẫm, đó là sự thay đổi lớn nhất trong đời một người phụ nữ thời bấy giờ. Hạnh phúc cuộc đời người đàn bà tùy thuộc phần lớn vào hành trình đó. Thăng hoa hay tụt dốc, tươi đẹp hay tối tăm, họ bước vào số phận với đôi mắt khép kín để rồi...mặc nước cuốn trôi. Để mặc nước cuốn trôi thêm cỡ mươi, mười lăm năm nữa, Mây chắc cũng sẽ giống Xuân bây giờ. Người phụ nữ ở cái tuổi nhan sắc chín rục, ngày đêm bị thiêu đốt bởi những khát khao. Diễn viên Maya đã phô bày sự gợi cảm và mạnh bạo điển hình của một thiếu phụ đương độ sung mãn. Rồi những đam mê cũng lặng dần theo năm tháng, ta bắt gặp hình ảnh mợ Hà chín chắn và điềm tĩnh ở tuổi 40. Trần Nữ Yên Khê thật xuất sắc thể hiện vai trò một người vợ cả, một người mẹ chung, một bà chủ quán xuyến gia đình trong phim Người vợ ba. Thời gian vẫn chưa tàn phá vẻ đẹp nơi chị nhưng đã kịp xóa sạch mọi dấu vết cá tính. Chỉ còn lại đây một kiểu mẫu thiếu mất linh hồn. Không! Có lẽ dưới ngàn tầng áp bức, người phụ nữ chỉ cất giấu tư tưởng của mình vào sâu nơi tiềm thức như một con tằm ẩn mình vào kén. Và nhiều khi, cái kén đó không bao giờ nở, nó vĩnh viễn chìm vào trong ký ức của những mái đầu bạc. NSND Như Quỳnh đã có một vai phụ xuất thần trong Người vợ ba, đất diễn của bà Lao không nhiều nhưng đã kịp lột tả rõ ràng nỗi thê lương của người đàn bà không chồng không con ở tuổi xế chiều.
Song cùng với đó, không chỉ phản ánh thực trạng xã hội Việt Nam thế kỷ 19, Vợ ba được coi là tác phẩm điện ảnh đầu tiên đề cập đến tình yêu đồng giới - câu chuyện tưởng chừng như phi thực tế ở thời kỳ này. Nhẹ nhàng trao cho mợ Xuân cái nhìn trìu mến ngay trong ngày cưới, nụ cười ngây thơ nhưng chan chứa yêu thương của Mây mang lại cảm giác ngại ngùng tuổi mới lớn ở một thiếu nữ biết rung động lần đầu. Phim khắc họa kiếp sống tù túng cùng khát khao yêu đương của người phụ nữ dưới chế độ đa thê cuối thế kỷ 19. Trong đó, Maya vào vai Xuân - mợ hai thường dạy Mây về chuyện làm vợ, làm mẹ. Sự quan tâm của Xuân cùng vẻ ngoài lả lơi, quyến rũ của cô khiến Mây có những rung cảm khác lạ. Đó là khoảnh khắc thăng hoa trong cảm xúc của hai nhân vật, Mây thổ lộ tình cảm đặc biệt dành cho Xuân sau thời gian dài họ gắn bó và tìm thấy nhiều sự đồng cảm trong thân phận người phụ nữ. Nụ hôn không dài nhưng đủ thể hiện sự khát khao Mây dành cho Xuân. Sự khám phá bản năng giới tính được phát triển trên hành trình của Mây - theo cách ý nhị và có lớp lang. Bốn cảnh âu yếm dẫn người xem qua các sắc thái khác nhau. Nếu như trong trích đoạn tân hôn không phô bày nhiều da thịt nhưng lột tả được cảm xúc của cô gái mới lớn qua lối dựng và ánh mắt của diễn viên nữ thì cảnh với mợ hai lại mang vẻ nóng bỏng, cuồng nhiệt, mở ra các tình tiết về sau của phim. Ở đoạn then chốt, nhà làm phim nhấn mạnh vào tâm lý - sự rụt rè giữa lằn ranh cấm kỵ và rung động bản năng.

## Sản xuất

### Cảm hứng ban đầu
Đạo diễn Nguyễn Phương Anh từng chia sẻ kịch bản của Vợ ba được lấy cảm hứng từ câu chuyện có thật của gia đình  cô, đặc biệt là bà cụ cố. Người vợ ba là phim đầu tay của đạo diễn Nguyễn Phương Anh (Ash Mayfair), từng học văn chương tại Anh và học làm phim ở Mỹ với bằng MFA tại Đại học New York. Trước khi bắt tay làm bộ phim, Phương Anh đã tham gia sản xuất nhiều phim ngắn như: The Silver Man, Sam, Heart of a Doll, Grasshoppers, Lupo, Walking the Dead, No Exit.
| “                                 | Bố tôi mất khi tôi vừa 4 tuổi. Sau tôi còn có hai đứa em gái. Mẹ tôi, rồi bà ngoại, bà cố… xung quanh tôi đều là những người phụ nữ cực kỳ mạnh mẽ. Gia đình nhỏ ấy sống bên nhau, đùm bọc, san sẻ cho nhau, kể cho nhau nghe những câu chuyện hồi xửa hồi xưa. Tôi lớn lên và chứng kiến tất cả điều đó, những người phụ nữ mang bầu, đẻ con, nuôi nấng con. Cứ thế, mọi thứ tự nhiên đi vào máu thịt. Có lẽ vậy nên khi bước ra cuộc sống riêng, tôi thấy lòng mình rất vững vì tôi biết những người phụ nữ này sẽ luôn đứng sau mình, ủng hộ, nâng đỡ mình. Tôi có đi đâu, làm gì, cũng biết được rằng mình có nhà để trở về. // Tôi sống với bà cố và bà ngoại từ lúc còn bé thì tất cả những vấn đề về đa thê, cuộc hôn nhân sắp đặt tôi được nghe và kể lại. Tôi yêu chủ đề này, yêu người phụ nữ và yêu Việt Nam. Tôi viết nhiều kịch bản và thể loại khác nhau nhưng tôi muốn làm phim này trước vì đây là cái tôi quan tâm. | ” |
| — Nguyễn Phương Anh (Ash Mayfair) | |   |

### Lên kịch bản và phát triển dự án

#### Kịch bản
Nguyễn Phương Anh tốt nghiệp thạc sĩ ngành Đạo diễn Kịch nghệ ở Viện Hàn lâm Hoàng gia London và Thạc sĩ ngành Sản xuất phim ở Đại học New York. Vợ ba là kịch bản tốt nghiệp của cô, từng đoạt được nhiều giải thưởng quan trọng trước khi được dựng thành phim như: Quỹ sản xuất Spike Lee (nhà làm phim da màu nổi tiếng tại Hollywood, vừa được Oscar 2019 vinh danh) và lọt vào danh sách NYC Purple List 2015 dành cho những kịch bản phim tốt nhất do sinh viên tốt nghiệp viết. Ban đầu, kế hoạch của đạo diễn Nguyễn Phương Anh với Vợ ba là một cuốn tiểu thuyết. Nhưng khi học làm phim, kể cho các thầy cô, bạn bè nghe, mọi người khuyến khích cô nên viết kịch bản.

#### Tuyển vai
Trước tiên, phải kể đến vai diễn của Nguyễn Phương Trà My, sinh năm 2004, từ năm 12 tuổi, Trà My đã hoá thân vào vai “người vợ ba” với những cảnh sinh hoạt vợ chồng, ẩn ức tình dục, âu yếm đồng tính nữ, mang thai, làm mẹ... Đoàn phim đã liên hệ với mẹ để mời em thử vai. Ban đầu, cô bé không hề muốn tham gia, thậm chí còn khóc "bù lu bù loa" vì không muốn đóng phim nữa, chỉ muốn tập trung học. Vốn được mời casting vai diễn Liên hoặc Nhàn, nhưng cuối đạo diễn Nguyễn Phương Anh đã cho em thử sức với vai Mây, chính Trà My cũng kiên quyết mong muốn đóng vai diễn này. Sau khi nhận được kịch bản hoàn chỉnh, với phân đoạn cảnh tân hôn với nhiều phân đoạn tình dục, 2 mẹ con nhanh chóng từ chối và quyết định bỏ vai diễn, đoàn làm phim sau đó đã ra sức thuyết phục vì đã tuyển chọn hơn 800 người mới tìm được người phù hợp như em và chính đạo diễn Ash Mayfair đã đích thân hứa sẽ không để bất kỳ diễn viên nam nào động chạm vào chỗ nhạy cảm trên cơ thể em.
Khi lần đầu gặp đạo diễn Phương Anh, lúc đó nam diễn viên Lê Vũ Long chưa đọc kịch bản của cô ấy, cả hai yên tĩnh khá lâu trước khi bắt đầu nói chuyện về phim. Sau những cảm nhận ban đầu, họ chia tay mà không hề đề cập tới chuyện có thể cộng tác hay không. Ngay sáng hôm sau, Lê Vũ Long đã nhận lời vào vai Hùng với nhà sản xuất Bích Ngọc.
Nữ ca sĩ kiêm diễn viên Maya, vào vai Xuân, thực ra ban đầu không phải là diễn viên được chọn, chỉ khi dàn diễn viên trong phim đã đủ hết riêng vai Xuân chưa có thì trợ lý đoàn phim mới liên hệ cho cô mời đi thử vai. Nhưng thời điểm đó đạo diễn Nguyễn Phương Anh và Maya rất khó gặp được nhau, lúc người này ở Mỹ thì người kia ở Việt Nam và ngược lại, mãi về sau mới gặp được nhau và đạo diễn thì vẫn chờ Maya để casting. Sau khi mới thoại một vài câu thì đạo diễn hô lên: Ô đây rồi, Xuân đây rồi". Chính nữ diễn viên cùng từng chia sẻ: "Vai diễn này đến với tôi như một cơ duyên".
Vợ ba gây chú ý và dành được thiện cảm của giới làm phim khi được đạo diễn Trần Anh Hùng hỗ trợ vai trò cố vấn nghệ thuật. Sau đó, vợ của anh, nữ diễn viên gốc Pháp Trần Nữ Yên Khê cũng được mời tham gia bộ phim, đây cũng là lần đầu tiên cô đóng phim không phải do chồng mình làm đạo diễn.

### Quá trình sản xuất
Theo chia sẻ từ nhà sản xuất, Vợ ba được quay tại Ninh Bình và Cao Bằng. Dự án đóng máy vào cuối năm 2016.
Ngoài đạo diễn kiêm biên kịch Nguyễn Phương Anh, ta cũng không thể bỏ qua nhà sản xuất Trần Thị Bích Ngọc, phó đạo diễn của Người Mỹ trầm lặng và The last Airbender. Những cái tên cần được nhắc tới còn bao gồm quay phim Chananun Chotrungroj, dựng phim Julie Béziau, người phụ trách thiết kế sản xuất Đỗ An và phục trang Trần Phương Thảo. Dưới bàn tay khéo léo của họ, từ đầu đến cuối, Người vợ ba luôn mang một nét dịu dàng đầy nữ tính ngay cả trong những giây phút đỉnh điểm bi kịch.
Bản nhạc của Tôn Thất An, chủ yếu là đàn dây và piano, đã mang đến một giai điệu u sầu cho phim; nhà quay phim Thái Lan Chananun Chotrungroj đã sử dụng hiệu quả những bối cảnh tuyệt đẹp, đồng thời làm tăng thêm cảm giác ám ảnh về một thứ gì đó đáng sợ đang chuẩn bị xảy ra; và phần biên tập của Julie Beziau rất mượt mà và trôi chảy, làm tăng thêm nhịp thanh thoát.

#### Phục trang
Trần Phương Thảo, đạo diễn kiêm biên kịch của bộ phim tài liệu Giấc mơ là công nhân, từng vinh dự nhận giải thưởng Pierre-Yolande Perrault tại Liên hoan Phim tài liệu Cinéma du réel 2007. Ngoài ra, cô còn có nhiều kinh nghiệm trong vai trò phục trang cho nhiều bộ phim điện ảnh trước khi đảm nhiệm nhiệm vụ này trong Vợ ba.
Theo chia sẻ từ nhà sản xuất, Vợ ba có kinh phí sản xuất là 1,2 triệu USD (28 tỉ đồng). Đây được xem là con số khủng, phần lớn kinh phí phục vụ cho việc chuẩn bị phục trang, thiết kế bối cảnh và đạo cụ.
Tuy nhiên, mảng phục trang lại nhận một số ý kiến trái chiều, nếu thời gian câu chuyện được đạo diễn cho biết là thế kỷ XIX thì tạo hình và phục trang của nhân vật lại giống với giai đoạn trước 1945 của thế kỷ XX, các mẫu áo dài mà nhân vật nữ mặc là trang phục của người thành thị theo lối Tây học giai đoạn 1930 - 1954, chứ không phải lối ăn mặc ở vùng sơn cước.
Giữa tháng 10 năm 2019, tại liên hoan phim lịch sử Waterloo (tiếng Anh: Waterloo Historical Film Festival) của Bỉ, Trần Phương Thảo cùng Đỗ Trọng An (tham gia phối hợp) đã cùng nhận được giải thưởng "Best Set and Costume Design" (tạm dịch: Thiết kế trang phục và hình ảnh xuất sắc nhất), một trong những giải thưởng chính của liên hoan phim.

#### Quay phim

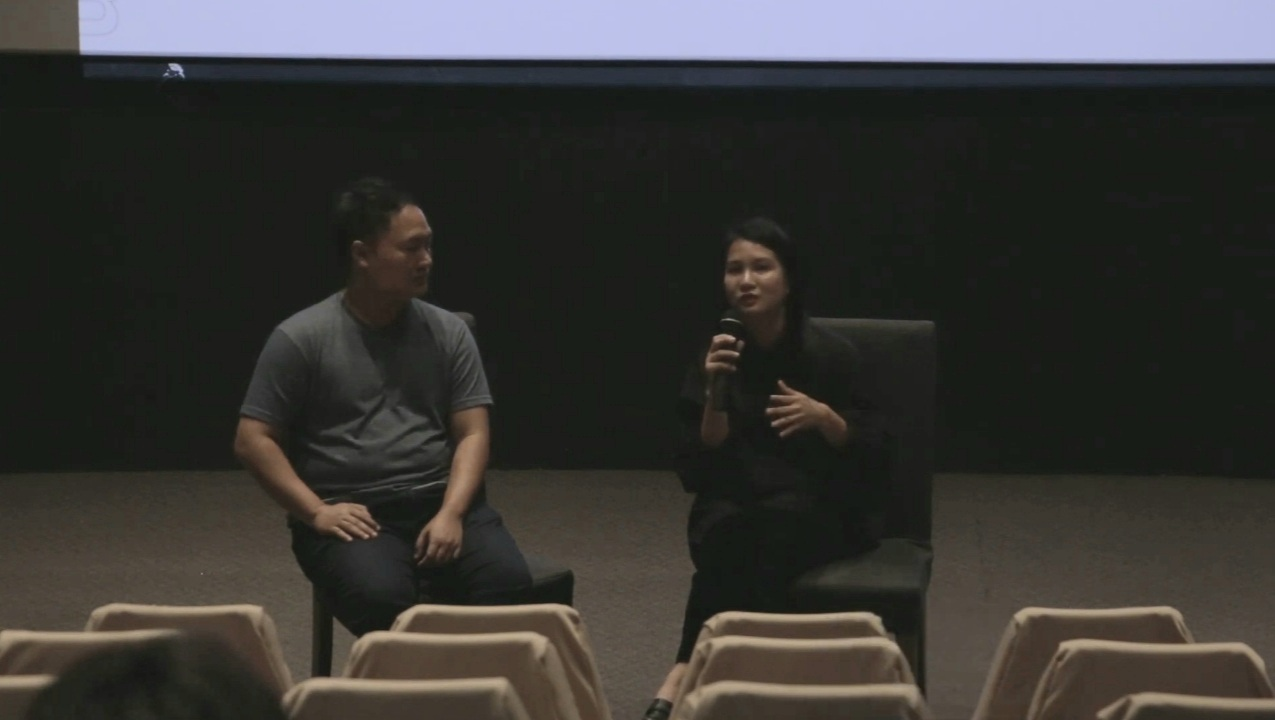
Nhà quay phim Chananun Chotrungroj chia sẻ về Vợ ba với Documentary Club vào ngày 28 tháng 8 năm 2019

Vợ ba sở hữu một kịch bản hay, nhưng có lẽ điểm sáng lớn nhất của bộ phim phải nằm ở phần hình ảnh. Để làm bật lên chất nữ tính, và cũng là để thể hiện thông điệp hướng tới nữ quyền, Phương Anh chọn cho mình một đoàn làm phim gồm rất nhiều thành viên thuộc phái đẹp. Một trong số đó là bạn học của cô tại Đại học New York: nhà quay phim nữ Chananun Chotrungroj. Tay máy không phải người Việt, nhưng chắc chắn những góc quay của Chotrungroj trong Vợ ba sẽ khiến nhiều khán giả Việt phải rung động.
Những danh thắng vốn đã rất quen thuộc như non nước Tràng An - Ninh Bình, như núi non Cao Bằng, được Phương Anh và Chananun Chotrungroj khắc hoạ một cách mới mẻ, với bố cục nghiêm cẩn tựa như những bức hoạ phương Tây. Vợ ba có nhiều khung hình thiên nhiên rất đẹp. Nhưng đẹp hơn thế là những khung hình đầy ẩn ý dành cho các nhân vật nữ trong phim. Kèm với đó là tông màu nhẹ nhàng, đơn giản, nhưng rất hiệu quả trong việc làm tôn lên các góc quanh tưởng chừng chẳng có gì đáng nói trong cuộc đời những người phụ nữ chôn chặt cả đời sau lũy tre làng.
Nhịp phim chậm rãi ở nửa đầu tác phẩm có thể khiến một số khán giả cảm thấy không hài lòng. Nhưng chính nhịp độ chậm rãi đó lại tạo điều kiện tối đa cho Phương Anh và Chananun Chotrungroj đem tới cho người xem vô số khung hình đáng nhớ, những khung hình mà nhiều người Việt sau khi theo dõi hẳn phải giật mình rằng hoá ra Việt Nam vẫn còn rất, rất nhiều miền đất đẹp như thế. Nhưng quan trọng hơn, những góc máy đẹp nhất của Vợ ba được dành cho những người phụ nữ trong phim. Từ những góc quay cận cảnh vẻ đẹp chân chất và ngây thơ của Mây, cho tới những góc máy rộng để khắc hoạ sự nhỏ bé của Mây, của Xuân, của Tuyết giữa thiên nhiên hùng vĩ, giữa xã hội còn nhiều định kiến với phụ nữ, tất cả đều thể hiện sự trân trọng, nâng niu dành cho số phận người phụ nữ Việt Nam đã, và đang còn phải chịu những bất công không đáng có đến từ truyền thống gia trưởng ăn sâu bám rễ vào xã hội Việt.
Sử dụng tông màu xanh tre lấp lánh mờ ảo dưới đôi mắt nghệ thuật của D.O.P Chananun Chotrungroj, bộ phim đem lại một cảm giác làng quê chân thực cho đến từng chi tiết nhỏ nhưng cũng đầy mới mẻ và hiện đại khó tả nhờ vào việc tập trung khai thác sự đồng cảm với những nỗi niềm của cô dâu trẻ Mây.

#### Hậu kỳ
Julie Béziau đảm nhận khâu hậu kỳ của phim. Cô là nghệ sĩ dựng phim người Pháp dày dặn kinh nghiệm từng tham gia sản xuất nhiều bộ phim Việt Nam trước đó như Chơi vơi, Lời nguyền huyết ngải, Bi, đừng sợ!, Cha và con và..., Đảo của dân ngụ cư và nhiều bộ phim ngắn, phim tài liệu khác.
Phần hậu kỳ tập trung chủ yếu vào những cảnh "nóng" trong phim. Theo chia sẻ, Vợ ba không gặp khó khăn trong khâu kiểm duyệt tại Việt Nam. Trong bản phim công chiếu tại Thành phố Hồ Chí Minh cho truyền thông, một số cảnh nhạy cảm đã bị cắt bỏ khi kiểm duyệt. Tuy nhiên, trong các bản phim mang đi dự liên hoan phim quốc tế, những cảnh này vẫn được giữ nguyên, gồm cả cảnh Trà My để ngực trần hay cảnh Trà My hôn Maya cuồng nhiệt khi tỏ tình. So với bản được nộp tại các liên hoan phim, Vợ ba không bị cắt nhiều, có nhiều cảnh buộc phải dựng lại nhưng những cảnh của Trà My vẫn được giữ nguyên. Theo thông tin của IMDb, bản chiếu rạp quốc tế của Vợ ba có thời lượng là 96 phút, trong khi đó thông tin được công bố trên trang web của các rạp phim nội địa là 94 phút, tức là đã được cắt bỏ không quá nhiều, chỉ khoảng 2 phút.

#### Âm nhạc
Phụ trách sản xuất âm nhạc là nhạc sĩ Tôn Thất An. Anh được đạo diễn Trần Anh Hùng và vợ là diễn viên Trần Nữ Yên Khê, cũng là diễn viên trong phim giới thiệu với đạo diễn Phương Anh. Anh từng nói rằng: "Ngay từ lúc đến Ninh Bình xem quay hình, tôi đã cảm nhận được hơi thở mạnh mẽ của bộ phim. Việc sáng tác nhạc cho Người vợ ba cực kỳ thú vị. Đạo diễn để tôi tự do làm những gì mình muốn, mình thích.", Tôn Thất An chia sẻ. Anh thu âm với các nhạc sĩ ở Đài Bắc trong suốt 3 tháng, sau đó, trao đổi ý tưởng với đoàn phim, sửa lại nhạc hoặc viết thêm cho phù hợp.
Nữ diễn viên Maya tham gia góp giọng ở 2 ca khúc Trăng thanh gió mát và Bèo dạt mây trôi. Maya đã dành nhiều thời gian để tập hoá thân vào nhân vật, đi học hát để thể hiện các đoạn dân ca cổ trong phim. Theo chia sẻ từ nhà sản xuất, để chuẩn bị cho phân đoạn Maya hát dân ca Hà Nam, bài Hát thầm, nữ diễn viên phải tập hát từ 4-5 tuần trước đó.
Phần nhạc phim nhận được nhiều lời khen từ quốc tế. Trong bài cảm nhận của mình về Vợ ba, chuyên trang điện ảnh Asian Movie Pulse đã giành nhiều lời khen cho phần âm nhạc. Họ nhận định rằng: "...một trong những khía cạnh quan trọng nhất của bộ phim là phần nhạc của nhạc sĩ người Việt Aaken (Tôn Thất An). Những giai điệu đầy tâm trạng, bầu không khí của nó là sự bổ sung hoàn hảo cho hình ảnh, vẻ đẹp của phim, nhưng nó cũng có phần đen tối hơn nhiều. Đôi khi, dường như âm nhạc, cùng việc sử dụng ánh sáng, như đang cố gắng thốt lên một lời cảnh báo nhẹ nhàng cho những nhân vật trong phim, một lời nhắc nhở về thời gian trôi qua sẽ là ngày tận thế của họ.", Rouven Linnarz viết.

Album nhạc phim ban đầu được nhạc sĩ Tôn Thất An phát hành trên Bandcamp vào ngày 8 tháng 8 năm 2019 với 24 bài hát. Sau đó, một album khác hoàn chỉnh với 28 bài hát, bổ sung thêm "Deep Dream", "Interlude (Underground)", "Interlude II (Night)", "Montage final (alternate Version)" và cũng được phát hành trên nền tảng này vào ngày 14 tháng 3 năm 2020.
| STT              | Nhan đề                             | Thời lượng |
| ---------------- | ----------------------------------- | ---------- |
| 1.               | "Opening - River"                   | 01:23      |
| 2.               | "Mountains"                         | 02:31      |
| 3.               | "Wedding Song - First Night"        | 03:08      |
| 4.               | "First Night (Part 2)"              | 01:09      |
| 5.               | "Rivers II - Seasons"               | 01:52      |
| 6.               | "Night"                             | 02:38      |
| 7.               | "Into - Discovery"                  | 02:51      |
| 8.               | "Under Buddha's Shadow"             | 00:52      |
| 9.               | "Delicate - Prayer - New Year"      | 03:01      |
| 10.              | "Pickle - Storm - Long ago..."      | 01:57      |
| 11.              | "Wedding Preparations"              | 02:40      |
| 12.              | "Untouched - Birth"                 | 03:16      |
| 13.              | "Butterfly - Funerals"              | 02:55      |
| 14.              | "Funeral Montage"                   | 05:32      |
| 15.              | "Bèo dạt mây trôi (Xuân's Version)" | 03:00      |
| 16.              | "Cello Theme (Night)"               | 02:43      |
| 17.              | "First Night"                       | 03:41      |
| 18.              | "Deep Dream"                        | 06:31      |
| 19.              | "Interlude (Underground)"           | 00:59      |
| 20.              | "Rituals"                           | 04:03      |
| 21.              | "The Second Wife"                   | 02:10      |
| 22.              | "Wedding Preparation (version I)"   | 03:31      |
| 23.              | "Interlude II (Night)"              | 00:32      |
| 24.              | "Montage final (alternate Version)" | 08:05      |
| 25.              | "Bèo dạt mây trôi (Mây's Version)"  | 01:59      |
| 26.              | "Cello Theme II"                    | 02:24      |
| 27.              | "Interlude III (To the Sea)"        | 01:32      |
| 28.              | "End Credits"                       | 06:21      |
| Tổng thời lượng: | Tổng thời lượng:                    | 83:16      |

## Phát hành
Tháng 9 năm 2018, Người vợ ba được công chiếu trong hạng mục Khám phá (Discovery) dành cho các tài năng mới của liên hoan phim quốc tế Toronto (Canada). Tại đây, phim đã được NETPAC (Mạng lưới các nhà phê bình phim Châu Á Thái Bình Dương) trao tặng giải thưởng "Phim châu Á hay nhất". Sau khi ra mắt tại Toronto, Người vợ ba tiếp tục được phát sóng toàn châu Âu khi tham gia tranh giải chính thức tại Liên hoan phim quốc tế San Sebastián (Tây Ban Nha) cũng trong cuối tháng này.
Bộ phim đã tham dự khoảng 50 liên hoan phim trên khắp thế giới với nhiều giải thưởng danh giá. Đặc biệt, phim được công chiếu thương mại tại 28 quốc gia và vùng lãnh thổ, bao gồm Tây Ban Nha, Đài Loan, Mexico, Hồng Kông, Anh, Ireland, Mỹ, Canada, Hàn Quốc, Nhật, Úc, New Zealand, Singapore, 23 quốc gia nói tiếng Ả Rập. Phim được công chiếu tại Mỹ từ ngày 15 tháng 5 năm 2019.
Tác phẩm của đạo diễn Nguyễn Phương Anh (tên tiếng Anh Ash Mayfair) có hai buổi chiếu ở Singapore vào ngày 4 và 6 tháng 12 năm 2018 trong khuôn khổ Liên hoan phim Quốc tế Singapore. Người vợ ba không tranh giải mà dự nhánh Asian Vision - giới thiệu phim của các đạo diễn nổi tiếng và triển vọng châu Á. Lần đầu trình chiếu ở Đông Nam Á, đa số khán giả bày tỏ đồng cảm với thân phận các nhân vật nữ trong Người vợ ba.
Ngày 17 tháng 5 năm 2019, Vợ ba chính thức được công chiếu tại Việt Nam. Tuy nhiên, chỉ sau 3 ngày ra mắt, nhà sản xuất quyết định xin rút khỏi các rạp chiếu phim trên toàn quốc sau những lùm xùm về cảnh nóng liên quan đến nữ diễn viên 13 tuổi Nguyễn Phương Trà My.

### Phương tiện truyền thông tại nhà
Ngày 19 tháng 8 năm 2019, phiên bản DVD & Blu-ray được cho ra mắt tại Vương quốc Anh. Sau đó, phiên bản tương tự nhưng mở rộng thêm máy ảnh số được phát hành tại Mỹ vào ngày 10 tháng 9 năm 2019. Ngoài ra, DVD và các dạng liên quan cũng được bán công khai trên Amazon, eBay (phụ đề tiếng Anh) và YesAsia (phụ đề tiếng Trung).

### Ấn bản đen trắng câm
Năm 2020, ấn bản đen trắng không lời thoại có tên Between Shadow and Soul được phát hành tại 1 số rạp chiếu phim nhỏ tại Mỹ và được phát hành dưới dạng DVD trên toàn thế giới thông qua các ứng dụng trao đổi phổ biến như Amazon, iTunes...

## Đón nhận

### Phòng vé
Được nhận xét là "lỗ trong ngỡ ngàng", doanh thu phim cơ bản là thấp so với chính kinh phí sản xuất (28 tỉ đồng). Theo thống kê từ Box Office Mojo, doanh thu phim đạt tổng cộng là 336.218 USD (khoảng hơn 7.5 tỉ đồng).
Trong đó, tại khu vực Mỹ và Canada là 84.933 USD với ngày đầu công chiếu là 3.339 USD. Ở châu Âu, tác phẩm đầu tay của đạo diễn Nguyễn Phương Anh cũng thu về 26.812 USD tại Tây Ban Nha. Tại khu vực châu Á - Thái Bình Dương, phim được đón nhận mạnh mẽ nhất, tại Úc là 63,996 USD với mở màn 8.800 USD. Riêng tại Việt Nam, do các lùm xùm cảnh nóng của diễn viên 13 tuổi trong phim, Vợ ba nhanh chóng rút khỏi các rạp phim sau 3 ngày phát hành, doanh thu đạt khoảng 4 tỉ đồng.

### Đánh giá chuyên môn

#### Quốc tế
Trên chuyên trang đánh giá tổng hợp Rotten Tomatoes, bộ phim nhận được 88% phản hồi tích cực, dựa trên 49 đánh giá và xếp hạng trung bình ở mức 6,8/10. Đồng thuận quan trọng của trang này là: "Vợ ba sử dụng kinh nghiệm của một người phụ nữ làm khuôn mẫu cho một bộ phim cổ trang kín đáo nơi sự ám ảnh vào vẻ đẹp đã chối bỏ tác động của sự tàn phai nhan sắc." Trên Metacritic, điểm số trung bình của phim là 71 trên 100, dựa trên 13 đánh giá "tán thành nói chung". Trên Internet Movie Database, phim nhận được 6,7/10 từ khoảng 2000 đánh giá.
Bộ phim của nữ đạo diễn Nguyễn Phương Anh nhận được sự quan tâm từ các chuyên trang điện ảnh uy tín. Điều này cho thấy sức hấp dẫn của bộ phim đậm chất Á Đông đối với giới phê bình quốc tế.
Tờ tin tức New York Times có bài bình về bộ phim. Họ cho rằng bộ phim quá hấp dẫn để coi là một tác phẩm thuộc thể loại tình cảm lãng mạn, cũng quá đẹp đẽ nên thơ để cho rằng phim chứa đựng những thông điệp đanh thép về nữ quyền, những gì mà Mây trải qua nằm giữa sự thương xót dịu dàng và cơn phẫn nộ trào dâng. Những sự tàn nhẫn mà cô phải đối diện là thực tế của cuộc sống. Khả năng để những người phụ nữ đạt được sự tự do cho đời mình đôi khi cũng khuấy động cuộc sống của họ lên như một cơn gió nhẹ. Kết phim là một hàm ý về sự kháng cự lại số phận. Nhưng bộ phim cũng để các nhân vật tiếp tục ở lại trong sự không rõ ràng của chính họ, họ không chắc có thể làm được những gì và muốn đạt được những gì.
Chuyên trang điện ảnh Screen Daily nhận xét chuyện phim tựa như một tấm thảm thêu được thực hiện cầu kỳ tỉ mỉ đẹp mắt, những đau đớn hủy hoại xuất hiện trong sự thầm lặng. Screen Daily nhận xét bộ phim có âm hưởng của chất nghệ thuật “art-house” đầy cuốn hút, mang hơi hướng phong cahcs của đạo diễn Trần Anh Hùng, nhưng nữ đạo diễn Nguyễn Phương Anh đã thực sự tạo được phong cách thẩm mỹ riêng khiến cô hiện lên như một nhà làm phim đầy tự tin, không hề nao núng trước những sự so sánh không tránh khỏi.
Chuyên trang điện ảnh Hollywood Reporter đánh giá bộ phim này giống như tác phẩm của một nhà làm phim dày dặn kinh nghiệm, thay vì là phim đầu tay; mặc dù vậy, trang tin này cũng nhấn mạnh rằng đây không phải hoàn toàn là một lời khen tuyệt đối. Theo Hollywood Reporter, bộ phim quá đậm chất thơ và sự nhạy cảm tinh tế đến mức đôi khi cảm giác như hơi thái quá.
Tờ tin tức giải trí Variety lại dành cho “Người vợ ba” quá nhiều lời khen hào phóng khi ngay từ đầu bài, trang tin này đã đánh giá bộ phim đầu tay của đạo diễn Nguyễn Phương Anh là một tác phẩm tinh tế, gợi cảm, đẹp đẽ, một câu chuyện u buồn về những người phụ nữ phải sống trong sự gia trưởng. Variety cho rằng phim đầu tay này là một sự hiếm có, khi sự tươi mới mà phim đưa tới cho người xem không phải đến từ sự non nớt của nhà làm phim, mà là sự cân bằng giữa niềm đam mê mới mẻ và sự tiết chế khôn ngoan, điều mà nhiều nhà làm phim thường phải mất nhiều thập kỷ làm nghề mới đạt tới. Kịch bản của phim được thực hiện sắc sảo nhưng không quá tham lam tình tiết hoặc cường điều hóa chi tiết. “Người vợ ba” là một bộ phim đẹp đẽ trong từng chuyển động đến mức trở thành một sự nuông chiều xa xỉ đối với người xem điện ảnh hiện đại. Ẩn dưới sự tĩnh lặng là những thông điệp không hề cũ kỹ. Đằng sau những người phụ nữ xuất hiện trong phim là những số phận khắc nghiệt. Dù vậy, đạo diễn Nguyễn Phương Anh chỉ “lấy ra vài sợi chỉ bạc để dệt nên một bộ phim đầy xúc cảm khiến người xem đắm chìm trong đó, dù xa ngái nhưng cũng rất chân thực, đến mức người xem vẫn có thể tìm thấy một phần của mình trong phim”.
Trang ET Today Đài Loan và HK01 Hong Kong bày tỏ sự ngỡ ngàng, cảm phục dành cho nữ chính Nguyễn Phương Trà My. Vào vai Mây khi mới 12 tuổi, cô bé can đảm thể hiện cảnh động phòng với người chồng (Lê Vũ Long đóng), cảnh sinh nở và cảnh thân mật với người vợ hai. Tạp chí Harper's Bazaar bản tiếng Trung khen ngợi trang phục của phim được thiết kế tỉ mỉ, vận dụng màu sắc đầy dụng ý, biểu trưng cho thứ bậc, tính cách và những khát khao của từng tuyến vai. Tờ này nhận xét, những khuôn hình đầy mỹ cảm của Người vợ ba gợi nhắc phim kinh điển Đèn lồng đỏ treo cao của đạo diễn Trương Nghệ Mưu và phim nổi tiếng The Handmaiden của đạo diễn Park Chan Wook.

#### Việt Nam
Nhìn chung, bộ phim được đánh giá tích cực từ khán giả quốc tế. Những khán giả quốc tế sẽ thấy ấn tượng với một Việt Nam như bước ra từ truyện cổ tích. Những phong tục văn hóa ngày lễ Tết, cưới hỏi, tang ma được tái hiện sinh động. Dù là một bộ phim hay nhưng có lẽ Vợ ba khó lòng gây được sự hấp dẫn với khán giả Việt Nam - những người đã quá quen với bối cảnh, con người nông thôn Bắc Bộ nửa phong kiến nửa tân thời trong văn chương Tự Lực Văn Đoàn.
Dù nhận được nhiều đánh giá tích cực của giới phê bình quốc tế, nhưng với khán giả Việt Nam, bộ phim này không dễ tiếp cận và có thể gây chia rẽ vì tính chất ngoại lai (exotic) và nặng về chủ nghĩa hình thức của nó. Phong cách làm phim thiên về nghệ thuật này thực ra khá xa lạ và là một thứ đánh đố cảm giác với khán giả đại chúng Việt Nam, nơi họ quen thưởng thức những bộ phim giải trí có kịch bản ba hồi dễ xem, dễ cảm. Những hình ảnh đầy trau chuốt nhưng quá nhiều biểu tượng mơ hồ; bối cảnh, trang phục hay âm nhạc của bộ phim mang nhiều yếu tố ngoại lai trong khi kịch bản mỏng manh và những tính cách, tâm lý nhân vật ít được chú trọng khiến khán giả khó nắm bắt khi theo dõi câu chuyện trên màn ảnh. Hình ảnh của Mây với đôi mắt luôn mở lớn để tiếp nhận những thứ mới mẻ xung quanh phần nào đó khiến người xem liên tưởng đến cô bé Mùi trong Mùi đu đủ xanh của Trần Anh Hùng. Nhà quay phim nữ Chananun Chotrungroj tập trung vào những cú máy cận cảnh đầy âu yếm, đặc tả những chuyển biến tinh tế trên gương mặt của Mây có thể gây ấn tượng về mặt thị giác nhưng lại thiếu chiều sâu tâm lý để tạo sự đồng cảm. Trong khi đó, những hình ảnh mang tính ẩn dụ như lòng đỏ quả trứng gà đặt trên bụng Mây trong đêm tân hôn, những con tằm trong tổ kén được lặp đi lặp lại nhiều lần, vệt máu trên tấm trải giường sau đêm tân hôn... có thể gây ấn tượng với khán giả quốc tế nhưng không mới với khán giả Việt Nam. Vợ ba là một bộ phim đẹp và duy mỹ, một tác phẩm đầu tay cho thấy tài năng của một đạo diễn dám vượt thoát ra khỏi những khuôn mẫu, môtip cũ kỹ để thể hiện một tư duy nghệ thuật riêng biệt. Nhưng đôi khi, vì chú trọng vào chủ nghĩa hình thức, tác phẩm lại trở nên xa lạ với khán giả trên quê hương của cô.

Tuy nhiên, bản thân nhiều người trong giới điện ảnh không đồng tình với quan điểm rằng rằng Vợ ba đã “bay cao ở bầu trời thế giới”, đoạt nhiều giải thưởng, do vậy chắc hẳn phải có rất nhiều khán giả quốc tế. Họa sĩ Vũ Huy, người từng góp công làm bối cảnh cho phim Kong: Skull Island, thẳng thắn nhận xét: “Tôi đã xem phim từ lâu, nghề yếu và thiếu vốn sống”. Nhận định đạo diễn thiếu vốn sống, tuy có phần thẳng thắn nhưng không phải không có lý. Xem Vợ ba, thấy phim tuy nhiều ẩn ức, ngụ ý nhưng lại không thật hiểu văn hóa Việt, thậm chí có phần xa lạ với người Việt. Nhiều chi tiết và cảnh trong phim bị cho là xâm phạm văn hóa Á Đông, chỉ cốt phục vụ cho một mục đích duy nhất là xây dựng phụ nữ Việt để thỏa mãn góc nhìn phương Tây. Cảnh đám tang xa lạ với người Việt, cảnh lễ hội cũng xa lạ với người Việt, thậm chí những cuộc giao tiếp cũng xa lạ với người Việt. Chưa kể đến những tình tiết như tình cảm đồng giới nữ là một góc nhìn rất phương Tây, không mang tính điển hình ở Việt Nam thời phong kiến. Những chi tiết như con trai ngủ với vợ lẽ của bố, hay "trưng" vải trắng kiểm tra trinh tiết giữa sân nhà cũng là những hạn hữu không hề điển hình, không hề phổ biến... Tất cả, dường như chỉ nhằm cho một mục đích duy nhất là khiến bộ phim trở nên gai góc trong mắt quốc tế.
— Nguyễn Thu Quỳnh, tạp chí Tia sáng
Lấy nền tảng văn hóa để kể chuyện, thể hiện sự mâu thuẫn, chống lại lễ giáo, thứ quyền lực vô hình của một cấu trúc xã hội trọng nam, nhưng đáng tiếc đạo diễn chưa làm được điều đó mà lại  nhầm lẫn, và sử dụng quá nhiều nguyên liệu thuộc về các không gian, bối cảnh văn hóa khác nhau để biểu đạt. Thậm chí một số hình ảnh có tính biểu tượng, nghi lễ lại không rõ xuất xứ, nhiều khả năng là do “tưởng tượng” của đạo diễn. Chẳng hạn, hành động mang tính nghi lễ trong đêm tân hôn: Người vợ thả lòng đỏ trứng gà từ cổ xuống rốn và người chồng húp cái trứng đó không biết có xuất xứ từ văn hóa nào, chứ người Kinh không có nghi lễ này. Trong phim, cái này được nâng lên thành nghi lễ chứ không chỉ là hành động mang tính nhục dục bộc phát của hai vợ chồng. Rồi hình ảnh sau đêm tân hôn, Mây mặc đồ trắng, đứng dưới tấm khăn lót màu trắng với dấu máu trinh tiết treo lên cành liễu, trước mặt người vợ cả và bà vú, cúi xuống đầy chịu đựng, cũng không hợp lý, xa lạ. Khung cảnh phim đậm chất đồng bằng Bắc bộ, nhưng các nhân vật nữ toàn... tắm suối chảy róc rách (phải là giếng làng, là ao, là sông mới đúng...); hay lá ngón - thứ lá chỉ mọc ở vùng núi cao, thường được một số tộc người thiểu số dùng để làm thuốc độc, rất xa lạ với văn hóa người Kinh. Trong đám tang, quan tài được ngựa kéo và chuyển lên thuyền trôi lênh đênh cũng không thuộc về nền văn hóa này. Có lẽ đạo diễn có ý gắn cuộc đời người con gái với sông nước. Những bước ngoặt của cuộc đời Mây đều gắn với nước - nước là nguồn gốc sự sống, là phương tiện chuyển tải sự sống, nước tinh khiết, nước nữ tính và đúng là nước sinh ra nền văn hóa tiểu nông này. Nhưng rất tiếc, hình ảnh đám ma, nghi lễ quan trọng bậc nhất trong đời người được thể hiện không đúng. Người Kinh vốn không có nghi lễ đào sâu chôn chặt, muốn gắn với nước thì trong đám ma có nghi lễ chèo thuyền.

### Thành tích
Năm 2016, dự án Vợ ba của Nguyễn Phương Anh và Trần Thị Bích Ngọc đã xuất sắc vượt qua 27 dự án còn lại để đoạt hai giải gồm "giải thưởng lớn cho dự án ngoài Hong Kong" (trị giá 150.000 đô-la Hong Kong) và "giải White Light Post-Production" (người thắng giải này sẽ nhận được gói hậu kỳ từ White Light Studio thuộc Bang Kok - Thái Lan có giá trị 116.200 đô-la Hong Kong). Năm 2017, cũng tại sự kiện này, dự án dành được thêm hai giải thưởng đó là giải "Hậu kì xuất sắc" của WIP Lab Project và "giải Hong Kong đến Cannes". HAF cộng tác với "Marché du Film, Festival de Cannes" của Liên hoan phim Cannes (Pháp), đã tạo ra một chương trình mang tên "Hong Kong đến Cannes." Phim Vợ ba của Việt Nam, cùng 3 dự án điện ảnh khác là Omotenashi - do Đài Loan (Trung Quốc) và Nhật Bản hợp tác sản xuất, Village Rockstars (Ấn Độ) và Echoes (Israel) đã được chọn vào chương trình này, theo đó, các dự án này sẽ được chiếu giới thiệu tại Liên hoan phim Cannes.
Tại Liên hoan phim quốc tế Toronto năm 2018, bộ phim giành giải "Phim châu Á hay nhất" của Mạng lưới phê bình phim châu Á Thái Bình Dương (NETPAC). Bộ phim cũng giành giải "TVE-Another Look Award" tại Liên hoan phim quốc tế San Sebastián và giải "Gold Hugo dành cho những đạo diễn mới nổi" tại Liên hoan phim quốc tế Chicago vào tháng 10 năm 2018.
Sau đó là một loạt các giải thưởng lớn nhỏ tại các liên hoan phim trên toàn thế giới, gồm "Đóng góp nghệ thuật xuất sắc nhất" trong phần thi quốc tế tại liên hoan phim quốc tế Cairo lần thứ 40, giải "Phim xuất sắc", hạng mục quan trọng nhất tại liên hoan phim quốc tế Kolkata, giải "Special Mention" cùng hiện kim trị giá 2.000USD tại liên hoan phim Bangkok ASEAN 2019... Cuối năm 2019, phim nhận 3 đề cử danh giá tại giải Tinh thần độc lập của Mỹ bao gồm "Quay phim xuất sắc", "Dựng phim xuất sắc" và "Nhà làm phim đáng chú ý".
Vào ngày 5 tháng 8 năm 2020, tuần lễ liên hoan phim châu Á lần thứ 17 (17th Asian Film Awards) đã chính thức khép lại, đồng thời công bố danh sách những cái tên thắng cuộc. Khán giả Việt Nam lại có dịp “nở mặt nở mày” khi tác phẩm Vợ ba (The Third Wife) đạt giải "Phim hay nhất", cũng là hạng mục quan trọng nhất tại lễ trao giải lần này.

## Tranh cãi

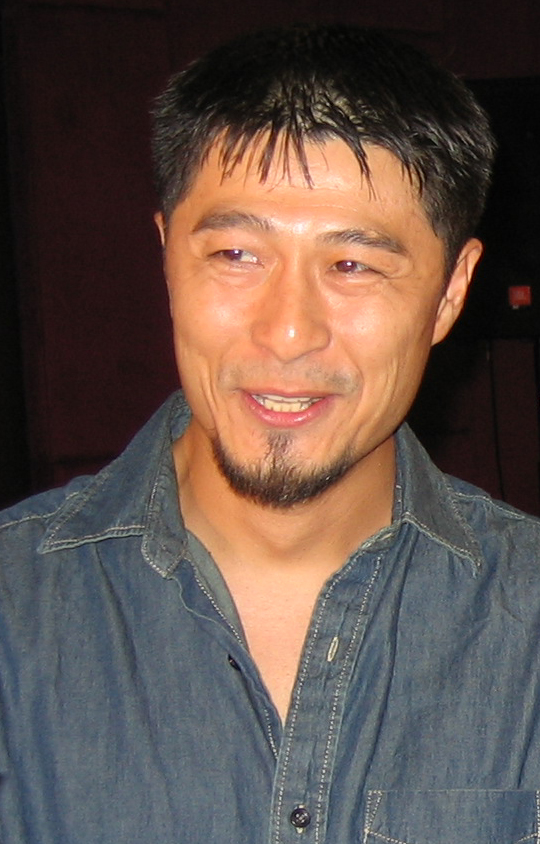
Charlie Nguyễn, một trong những phần lớn nhà làm phim ủng hộ Vợ ba

Vợ ba được gắn nhãn C18, là một trong những bộ phim hiếm hoi của Việt Nam gây được tiếng vang ở nhiều LHP quốc tế, song phim vấp phải nhiều ý kiến trái chiều từ dư luận quê nhà. Nữ chính Trà My vào vai Mây – cô bé 13 tuổi có những cảnh quay nhạy cảm với bạn diễn lớn tuổi (Lê Vũ Long đóng) và vợ hai (Maya đóng) ... Điều đáng nói là lúc quay phim, Trà My chỉ mới 13 tuổi.
Phía nhà sản xuất "Vợ ba" khẳng định đã làm việc rất kỹ với gia đình của nữ chính Trà My, đồng thời có biện pháp bảo vệ an toàn, phù hợp lứa tuổi, tâm lý cho nữ diễn viên, cũng như chuẩn bị những thủ tục pháp lý cần thiết trong quá trình chuẩn bị thực hiện bộ phim này. Mẹ bé Trà My, chị Võ My Na trong một status trên facbook cũng chia sẻ: Ekip “Vợ ba” “thật sự là những nhà làm phim có tâm và chính vì thế đã làm cho mẹ con tôi thêm mạnh mẽ để tin tưởng rằng sự lựa chọn Trà My vào vai Mây là quyết định hoàn toàn đúng đắn của gia đình tôi”. Về phía diễn viên Trà My, khi được hỏi rằng đã xem lại bộ phim mình đóng chưa, cô bé 15 tuổi cho biết đã xem hôm công chiếu ở Thành phố Hồ Chí Minh rồi. Trà My còn cho biết thêm em cảm thấy xúc động khi chứng kiến thành quả của mình sau nhiều ngày quay hình vất vả. Tuy nhiên, Trà My cũng có hơi ngại khi xem lại các cảnh nhạy cảm. Trà My cho biết, phía đạo diễn và ekip sản xuất đã bảo vệ, che chắn cho em rất kỹ khi quay phim. "Em xấu hổ khi đọc kịch bản, em cố tìm hiểu xem những đoạn nhạy cảm được nhắc đến nghĩa là gì. Cái nào không biết thì em hỏi lại mẹ. Em bảo với mẹ rằng thôi con không đóng đâu, con ngại lắm. Nhất là cảnh đêm tân hôn, em vừa đọc kịch bản đã bảo với mẹ rằng: Con không đóng được. Nhưng về sau, em bị cuốn vào kịch bản. Cô đạo diễn cũng tốn rất nhiều thời gian, công sức mới thuyết phục được mẹ con em. Cuối cùng, khi biết ekip hầu hết là nữ và được đảm bảo che chắn, bảo vệ hết cỡ thì em mới đồng ý đóng phim" - Trà My chia sẻ.
Ngày 20 tháng 5 năm năm 2019, Bộ Văn hóa, Thể thao và Du lịch đã có văn bản gửi Cục Điện ảnh yêu cầu kiểm tra lại quy trình cấp phép và kiểm duyệt bộ phim Vợ ba, tham mưu lãnh đạo Bộ phương án xử lý, đồng thời yêu cầu Cục có báo cáo đến Bộ trước ngày 24/5. Ngoài ra, Bộ cho biết đã nhận được văn bản từ đơn vị sản xuất phim là Công ty TNHH Ba Sắc Cầu Vồng thông báo đã yêu cầu các rạp ngừng chiếu bộ phim "Vợ ba" trên toàn quốc từ 18h ngày 20/5.
Chia sẻ quan điểm trước sự việc bộ phim Vợ ba bị ngừng chiếu, ông Đặng Hoa Nam, Cục trưởng Cục Bảo vệ và Chăm sóc trẻ em (Bộ Lao động – Thương binh và Xã hội) cho biết: “Hiện Cục chưa tiếp nhận bản phim đầy đủ, nhưng bộ phim “Vợ ba” liên quan đến việc sử dụng lao động trẻ em. Thứ nhất, Bộ Luật lao động hiện nay nghiêm cấm sử dụng hợp đồng lao động trẻ em mà ảnh hưởng đến sự phát triển đạo đức và sự phát triển toàn diện của trẻ. Khi diễn viên 13 tuổi Trà My tham gia đóng phim, đó là hoạt động được phép, nhưng không được đóng các cảnh nhạy cảm. Thứ hai, một số cảnh phim phô bày cơ thể trẻ em mà không có đóng thế, còn có thể bị xem xét là hành vi lôi kéo trẻ em vào các hoạt động khiêu dâm. Trong điện ảnh, các diễn viên có thể lộ một phần cơ thể để phục vụ ý đồ của đạo diễn, nhưng trẻ em thì không được phép. Vấn đề thứ 3 là để trẻ em đóng cảnh nhạy cảm với người lớn, có nguy cơ dẫn đến hệ luỵ là dâm ô trẻ, dù là hoạt động nghệ thuật, trong bối cảnh cả xã hội mạnh mẽ lên án về các hành vi ấu dâm như hiện nay. Tôi đề nghị phải xem xét trách nhiệm của nhà sản xuất phim, của đạo diễn, của cha mẹ diễn viên. Đề nghị Bộ Văn hoá không chỉ yêu cầu kiểm tra quy trình cấp phép, kiểm duyệt mà cần phải tiếp tuc xem xét trách nhiệm của các bên liên quan.
Đạo diễn Charlie Nguyễn bày tỏ nỗi buồn trước thông tin phim Vợ ba bị cấm chiếu. Anh viết: “Tuần trước một người bạn làm sản xuất những phim bom tấn Hollywood gửi tôi một bài review của báo New York Times về Vợ ba. Mình thấy rất vui mừng vì thật không dễ dàng một phim Việt Nam được một tờ báo lớn như vậy quan tâm và khen ngợi. Hôm nay nghe tin phim không được chiếu nữa mình thật đau lòng. Không chỉ mình buồn cho bộ phim mà mình buồn cho điện ảnh Việt Nam”.
Đáng chú ý nhất là dòng trạng thái khá dài của đạo diễn Phan Gia Nhật Linh khi nói về việc Vợ ba ngừng chiếu. Anh không giấu được sự tiếc nuối trước việc một tác phẩm nghệ thuật không thể đến gần với khán giả Việt.
| “                    | Việc Vợ ba ngừng chiếu ở Việt Nam, chuyện này với mình đánh dấu một cái chết tức tưởi của phim nghệ thuật ở Việt Nam. Điều tồi tệ ở đây chính là từ nay về sau, những người làm phim nghệ thuật ở Việt Nam sẽ khó khăn hơn trong việc thể hiện các ý tưởng nghệ thuật của họ... Trên thực tế, việc bộ phim Vợ ba ngừng chiếu ở Việt Nam không quá ảnh hưởng đến vấn đề tài chính của bộ phim này, bởi thị trường Việt Nam chưa từng là một thị trường cho phim nghệ thuật. Mình đã từng nói trong bài viết về Vợ ba, quyết định đem phim này về chiếu ở Việt Nam là một quyết định dũng cảm của nhà sản xuất và đạo diễn, vì mình biết họ sẽ mất nhiều hơn được ở đây. Thế nhưng họ vẫn liều mình, và buồn thay, họ cũng bị sức ép và đưa ra một quyết định rất đau lòng như thế. Điều đáng tiếc ở đây chính là cơ hội để xem các phim nghệ thuật ở ngoài rạp Việt Nam sẽ ngày càng thu hẹp lại, và đương nhiên, đó chỉ là thiệt thòi cho những ai quan tâm đến dòng phim này. | ” |
| — Phan Gia Nhật Linh | |   |

Không dừng lại ở phạm vi trong nước, lùm xùm cảnh nóng trong phim Vợ ba lan đến Hàn Quốc và Mỹ khiến nhiều báo lớn đồng loạt đưa tin. Sáng 22/5, hàng loạt báo lớn như Yonhap News, Nhật báo Kinh tế Seoul (SeDaily), Nhật báo Kinh tế Hàn Quốc (Hankyung), JoongAng Ilbo... đã đăng tải tin tức Vợ ba ngừng chiếu. Tờ Yonhap News gọi Vợ ba là tác phẩm tạo ra "tranh cãi lớn" trên mạng xã hội Việt Nam thời gian gần đây. Lý do khiến phim bị chỉ trích là vì "nữ diễn viên chính được chọn đóng cảnh nóng khi mới 13 tuổi". Bài báo được đăng tải trên tờ JoongAng Ilbo cũng phản ảnh nội dung tương tự và nhận được rất nhiều phản hồi từ cộng đồng mạng xứ Hàn. Phần lớn netizen đồng tình với việc ngừng chiếu phim Vợ ba và lo lắng cho tâm lý của nữ diễn viên nhí. Hollywood Reporter cũng nhanh chóng đưa tin về "đứa con" đầu tay của nữ đạo diễn Ash Mayfair (tên tiếng Anh).
Ngày 24 tháng 5 năm 2019, Bộ Văn hóa, Thể thao và Du lịch thông báo kết luận về vụ việc. Theo đó, nhà sản xuất bộ phim này bị phạt hành chính 50 triệu đồng vì làm sai nội dung phim đã được phép phổ biến. Thanh tra Bộ Văn hóa, Thể thao và Du lịch đã quyết định xử phạt vi phạm hành chính trong lĩnh vực văn hóa, thể thao, du lịch và quảng cáo đối với Công ty TNHH Ba Sắc Cầu Vồng vì vi phạm: “thêm làm sai nội dung phim Vợ ba đã được phép phổ biến”, được quy định tại điểm d, khoản 3, điều 4, nghị định số 158/2013/NĐ-CP ngày 12/11/2013 của Chính phủ, với mức xử phạt là 50 triệu đồng. Về việc sử dụng diễn viên 13 tuổi đóng các cảnh nhạy cảm trong phim, Bộ Văn hóa, Thể thao và Du lịch cho rằng: xét về khía cạnh đạo đức, thuần phong mỹ tục, việc sử dụng trẻ em 13 tuổi tham gia đóng phim với một số hình ảnh nhạy cảm như trong phim là không phù hợp, không được phép.
Chỉ vài ngày sau đó, đạo diễn Nguyễn Phương Anh đưa ra lời bình luận công khai đầu tiên cho tác phẩm đầu tay của mình. "Tôi đang lên tiếng cho những người làm nghệ thuật và quyền được sáng tạo nghệ thuật. Lần tranh cãi này cũng không khiến người làm nghệ thuật Việt lo ngại bày tỏ quan điểm của họ. Chúng tôi không làm gì sai trái và chúng tôi không vi phạm pháp luật" – Nguyễn Phương Anh nói với The Hollywood Reporter.

## Chuyển thể –Between Shadow and Soul
Between Shadow and Soul (tạm dịch: Giữa bóng tối và tâm hồn) là một ấn bản đen trắng câm của Vợ ba được phát hành vào năm 2020 bởi đạo diễn Ash Mayfair. Do ảnh hưởng của đại dịch COVID-19 nên nhà phân phối phim Film Movement đã chiếu tác phẩm tại 1 số chương trình và phát hành dưới dạng DVD trên Amazon, Vudu và ITunes.

#### Sản xuất
Ý tưởng xuất phát từ một bức ảnh đen trắng được chụp bởi Tôn Thất An, người phụ trách mảng âm nhạc. Sau đó, đạo diễn Nguyễn Phương Anh đã lên kế hoạch làm việc cùng Yov Moor, một nhà sản xuất phim kiêm chuyên gia chỉnh màu. Ban đầu, Ash Mayfair đã hoàn thành một phiên bản không màu, nhưng chỉ 2 tuần sau đó, nữ đạo diễn đã đưa ra thông báo Giữa bóng tối và linh hồn đồng thời còn là một phiên bản câm. Phiên bản đặc biệt này thậm chí được dự định phát hành chính thức, song ý định đã phải hủy bỏ do phiên bản màu đã được gửi đi các liên hoan phim từ trước.

Bản nhạc mới của Tôn Thất An đã được sáng tác cho phiên bản này và có sự góp mặt của đội ngũ nhạc sĩ trung thành của anh: HoLin Tang và Emily Chang (cello), Isabelle Thomas và Lisa Liang (vocal), Allen Wu (percussion), Ryan Zen (sáo trúc) , Hong Lee Chuang (sáo sakuhachi), Keith Lee (guzheng), Hiroki Nakagawa (trống taigu).
— Roger Moore, chuyên trang Movie Nation

#### Phát hành
Nhà phân phối phim của Mỹ Film Movement đã phát hành tác phẩm dưới dạng DVD vào ngày 12 tháng 6 năm 2020.
Ngoài ra, tác phẩm cũng được ra mắt tại Virtual Cinema, một chương trình triển lãm quan trọng được tổ chức bởi nhà phân phối Film Movement ở New York với Art House Convergence để đối phó với việc các rạp đóng cửa giữa đại dịch COVID-19.

#### Đón nhận
Trên Internet Movie Database, tác phẩm nhận được số điểm trung bình là 5,5/10 từ khoảng 50 đánh giá.